# Auberville-la-Campagne

Auberville-la-Campagne este o comună în departamentul Seine-Maritime, Franța. În 1 ianuarie 2018 avea o populație de 642 de locuitori.